# Râul Lipari
Râul Lipari sau Râul Liparia este un afluent al râului Mociur. 

## Hărți
- Harta județului Timiș